# Landkreis Fulda
Der Landkreis Fulda liegt im Regierungsbezirk Kassel in Osthessen am östlichen Rand der Metropolregion Rhein-Main.

## Geografie

### Lage
Das Kerngebiet des Landkreises Fulda umfasst das sogenannte Fuldaer Becken. Östlich davon liegt das Mittelgebirge der Hohen Rhön mit Hessens höchstem Berg, der Wasserkuppe. Im Westen des Kreisgebiets befinden sich noch Ausläufer des Vogelsbergs. Namensgebend für den Kreis sind der Fluss Fulda und die Kreisstadt Fulda.
Der Landkreis Fulda ist der östlichste Landkreis des Rhein-Main-Gebietes.

### Nachbarkreise
Der Landkreis grenzt, im Norden beginnend im Uhrzeigersinn, an die Landkreise Hersfeld-Rotenburg (in Hessen), Wartburgkreis und Landkreis Schmalkalden-Meiningen (beide in Thüringen), Rhön-Grabfeld und Bad Kissingen (beide in Bayern) sowie Main-Kinzig-Kreis und Vogelsbergkreis (beide wiederum in Hessen).

## Geschichte

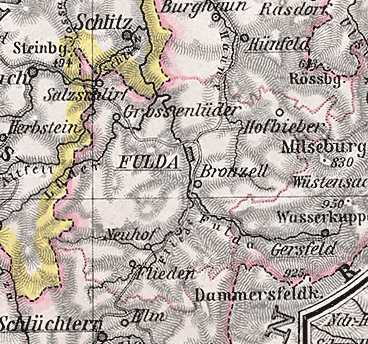
Kreis Fulda, 1905

Der Kreis Fulda wurde 1821 geschaffen, nachdem das Großherzogtum Fulda 1816 zum Kurfürstentum Hessen gekommen war und in vier Kreise aufgeteilt wurde. Im Jahre 1856 wechselte die Gemeinde Rödergrund vom Kreis Hünfeld in den Kreis Fulda und wurde Teil der Gemeinde Rödergrund-Egelmes. Als nach dem Preußisch-Österreichischen Krieg 1866 das Kurfürstentum Hessen und die bayerischen Bezirke Gersfeld und Orb von Preußen annektiert wurden, wurde dieses Gebiet zum neuen Regierungsbezirk Kassel der preußischen Provinz Hessen-Nassau. Das heutige Kreisgebiet wurde in die Kreise Fulda, Gersfeld und Hünfeld eingeteilt.
Im Jahre 1927 schied die Stadt Fulda aus dem Kreis Fulda aus und wurde kreisfrei. 1932 wurde der Landkreis Fulda mit dem Kreis Gersfeld vereinigt. Im Rahmen der Gebietsreform in Hessen wurden am 31. Dezember 1971, am 1. April und am 1. August 1972 die zahlreichen kleineren Gemeinden im alten Kreisgebiet zu insgesamt 17 Großgemeinden vereinigt.
Durch das Gesetz zur Neugliederung der Landkreise Fulda und Hünfeld und der Stadt Fulda wurde der Umfang des Landkreises Fulda am 1. August 1972 deutlich verändert:
- Aus dem aufgelösten Landkreis Hünfeld kamen die fünf Gemeinden Burghaun, Eiterfeld, Hünfeld, Nüsttal und Rasdorf zum Landkreis Fulda hinzu. Die Gemeinde Haunetal des Landkreises Hünfeld kam zum Landkreis Hersfeld-Rotenburg.
- Die Gemeinden Oberkalbach und Uttrichshausen des aufgelösten Landkreises Schlüchtern wurden in die Gemeinde Kalbach im Landkreis Fulda eingegliedert.
- 24 Gemeinden schieden aus dem Landkreis Fulda aus und wurden in die kreisfreie Stadt Fulda eingegliedert.
- Die Gemeinde Weidenau schied aus dem Landkreis Fulda aus und wurde in die Gemeinde Freiensteinau des neuen Vogelsbergkreises eingegliedert.

Am 1. Juli 1974 verlor die Stadt Fulda ihren Status als kreisfreie Stadt und wurde in den Landkreis Fulda eingegliedert, womit dieser seine heutige Ausdehnung mit insgesamt 23 Gemeinden erreichte.

### Einwohnerentwicklung
| Jahr | Einwohner | Quelle |
| ---- | --------- | ------ |
| 1871 | 044.475   | [ 5 ]  |
| 1890 | 049.168   | [ 6 ]  |
| 1900 | 053.438   | [ 6 ]  |
| 1910 | 063.199   | [ 6 ]  |
| 1925 | 071.637   | [ 6 ]  |
| 1933 | 070.985   | [ 6 ]  |
| 1939 | 069.963   | [ 6 ]  |
| 1950 | 094.928   | [ 6 ]  |
| 1960 | 095.200   | [ 6 ]  |
| 1970 | 108.800   | [ 7 ]  |
| 1980 | 190.300   | [ 6 ]  |
| 1990 | 197.300   | [ 6 ]  |
| 2000 | 217.710   | [ 8 ]  |
| 2010 | 217.408   | [ 9 ]  |
| 2015 | 217.584   | [ 10 ] |
| 2020 | 223.023   | [ 11 ] |
| 2022 | 227.456   | [ 12 ] |

### Konfessionsstatistik
Laut Zensus 2011 gehörten 62,2 % der Einwohner der katholischen Kirche und 20,0 % der evangelischen Kirche an. 17,7 % der Einwohner bekannten sich zu einer anderen Religion bzw. Konfession (u. a. Muslime, orthodoxe Christen) oder waren konfessionslos. Die Zahl der Protestanten ist seitdem gesunken. 
Laut kirchliche Statistik waren August 2020 42.000 (18,9 %) der 223.145 Einwohner evangelisch. Im Vorjahr gehörten 42.419 Einwohner der evangelischen Kirche an. Mit Stand 2024 gab es noch 39.300 evangelische Christinnen und Christen.

## Politik

### Kreistag
Die Kommunalwahl am 14. März 2021 lieferte folgendes Ergebnis, in Vergleich gesetzt zu früheren Kommunalwahlen:
| Diagrammdarstellung von Wahlergebnis und Sitzverteilung | Diagrammdarstellung von Wahlergebnis und Sitzverteilung |
| --- | --- |
| Wahl des Fuldaer Kreistags 2021 %50403020100 44,112,312,010,06,64,83,12,31,7n. k.1,5 CDUSPDGrüneAfDFDPCWEFWLinkeVoltPARTEIREPSonst.lGewinne und Verlusteim Vergleich zu 2016 %p 4 2 0 −2 −4 −6−2,4−3,2+3,9−4,3+1,1−1,6+3,1−0,5+1,7−1,0+1,5CDUSPDGrüneAfDFDPCWEFWLinkeVoltPARTEIREPSonst.Anmerkungen:l Bündnis C: 0,8 %; BfO: 0,7 % | Sitzverteilung im Kreistag 2021Insgesamt 81 Sitze - Linke: 2 - PARTEI: 1 - SPD: 10 - Grüne: 10 - Volt: 1 - FW: 2 - CDU: 36 - FDP: 5 - BfO: 1 - CWE: 4 - Bündnis C: 1 - AfD: 8 |

| Wahlvorschläge       | Wahlvorschläge                                                                                | % 2021 | Sitze 2021 | % 2016 | Sitze 2016 | % 2011 | Sitze 2011 | % 2006 | Sitze 2006 | % 2001 | Sitze 2001 | % 1997 | Sitze 1997 |
| -------------------- | --------------------------------------------------------------------------------------------- | ------ | ---------- | ------ | ---------- | ------ | ---------- | ------ | ---------- | ------ | ---------- | ------ | ---------- |
| CDU                  | Christlich Demokratische Union Deutschlands                                                   | 44,1   | 36         | 46,5   | 38         | 53,0   | 43         | 57,8   | 47         | 58,6   | 48         | 49,9   | 42         |
| SPD                  | Sozialdemokratische Partei Deutschlands                                                       | 12,3   | 10         | 15,5   | 13         | 19,1   | 15         | 20,6   | 17         | 23,3   | 19         | 25,8   | 22         |
| GRÜNE                | Bündnis 90/Die Grünen                                                                         | 12,0   | 10         | 08,1   | 06         | 14,4   | 12         | 05,3   | 04         | 05,2   | 04         | 07,3   | 06         |
| AfD                  | Alternative für Deutschland                                                                   | 10,0   | 8          | 14,3   | 12         | —      | —          | —      | —          | —      | —          | —      | —          |
| FDP                  | Freie Demokratische Partei                                                                    | 6,6    | 5          | 05,5   | 04         | 03,7   | 03         | 04,0   | 03         | 02,9   | 02         | 03,0   | [ 22 ]     |
| CWE                  | Christliche Wähler-Einheit                                                                    | 4,8    | 4          | 06,4   | 05         | 06,3   | 05         | 05,3   | 04         | 04,4   | 04         | [ 23 ] | [ 24 ]     |
| FW                   | Freie Wähler                                                                                  | 3,1    | 2          | —      | —          | —      | —          | —      | —          | —      | —          | —      | —          |
| DIE LINKE.OL         | DIE LINKE.Offene Liste                                                                        | 2,3    | 2          | 02,8   | 02         | 01,9   | 02         | 01,6   | 01         | —      | —          | —      | —          |
| Volt                 | Volt Deutschland                                                                              | 1,7    | 1          | —      | —          | —      | —          | —      | —          | —      | —          | —      | —          |
| Die PARTEI           | Partei für Arbeit, Rechtsstaat, Tierschutz, Elitenförderung und basisdemokratische Initiative | 1,7    | 1          | —      | —          | —      | —          | —      | —          | —      | —          | —      | —          |
| Bündnis C            | Bündnis C – Christen für Deutschland                                                          | 0,8    | 1          | —      | —          | —      | —          | —      | —          | —      | —          | —      | —          |
| BfO                  | Bürger für Osthessen                                                                          | 0,7    | 1          | —      | —          | —      | —          |        | —          | —      | —          | —      | —          |
| FWG                  | Freie Wählergemeinschaften des Landkreises Fulda                                              | —      | —          | —      | —          | —      | —          | 03,3   | 03         | 02,7   | 02         | [ 25 ] | [ 26 ]     |
| DP                   | Deutsche Partei                                                                               | —      | —          | —      | —          | —      | —          | —      | —          | 00,2   | —          | —      | —          |
| REP                  | Die Republikaner                                                                              | —      | —          | 01,0   | 01         | 01,7   | 01         | 02,2   | 02         | 02,7   | 02         | 05,9   | 06         |
| PDS                  | Partei des Demokratischen Sozialismus                                                         | —      | —          | —      | —          | —      | —          | —      | —          | —      | —          | 00,9   | —          |
| Gesamt               | Gesamt                                                                                        | 100,0  | 81         | 100,0  | 81         | 100,0  | 81         | 100,0  | 81         | 100,0  | 81         | 100,0  | 81         |
| Wahlbeteiligung in % | Wahlbeteiligung in %                                                                          | 56,22  | 56,22      | 54,5   | 54,5       | 51,2   | 51,2       | 47,7   | 47,7       | 57,1   | 57,1       | 70,7   | 70,7       |

### Landräte des Landkreises Fulda von 1821 bis 1972
| Name                                | von  | bis  |
| ----------------------------------- | ---- | ---- |
| Friedrich Fondy                     | 1821 | 1841 |
| Karl von Benning                    | 1841 | 1844 |
| Heinrich Karl Joachim von Loßberg   | 1844 | 1847 |
| Jakob Hippolyt Braun                | 1847 | 1851 |
| Carl Theodor Giller                 | 1851 | 1854 |
| Wilhelm Schmidt                     | 1854 | 1866 |
| August Wagner                       | 1866 | 1868 |
| Friedrich Cornelius                 | 1868 | 1883 |
| Friedrich von Trott zu Solz         | 1883 | 1891 |
| Max Friedrich Martin Georg Fliedner | 1891 | 1894 |
| Kurt Steffens                       | 1895 | 1903 |
| Gustav Springorum                   | 1903 | 1912 |
| Karl von Dörnberg                   | 1912 | 1921 |
| Heinrich von Gagern (Zentrum)       | 1921 | 1933 |
| Hans Burkhardt (NSDAP)              | 1933 | 1940 |
| Otto Feuerborn (NSDAP)              | 1940 | 1945 |
| Franz Danzebrink (Zentrum, NSDAP)   | 1945 | 1945 |
| Johannes Kramer                     | 1945 | 1945 |
| Georg Stieler (CDU)                 | 1945 | 1953 |
| Eduard Stieler (CDU)                | 1953 | 1972 |

(Quellen unter)

### Landräte des Landkreises Fulda seit der Gebietsreform 1972
| Name                 | von  | bis   |
| -------------------- | ---- | ----- |
| Eduard Stieler (CDU) | 1972 | 1973  |
| Fritz Kramer (CDU)   | 1973 | 2006  |
| Bernd Woide (CDU)    | 2006 | heute |

(Quellen unter)
Seit dem 1. Februar 2006 ist Bernd Woide (CDU) Landrat des Landkreises Fulda. Seine letzte Wiederwahl erfolgte am 8. Oktober 2023 mit einem Stimmenanteil von 62,9 Prozent bei einer Wahlbeteiligung von 66,7 Prozent.

### Wappen, Flagge und Banner

Hissflagge
Banner

Der Landkreis Fulda führt ein Wappen, eine Hissflagge und ein Banner.
| Wappen des Landkreises Fulda | Blasonierung: „Von Silber und Blau gespalten; vorne das schwarze durchgehende fuldische Kreuz, hinten der hessische Löwe.“ |
| Wappen des Landkreises Fulda | Wappenbegründung: Das Wappen bringt somit die alte Zugehörigkeit des heutigen Kreisgebiets zum Hochstift Fulda und die spätere Zugehörigkeit zum Kurfürstentum bzw. Land Hessen zum Ausdruck. Das Wappen wurde erstmals am 11. Dezember 1936 und erneut am 9. Juli 1973 verliehen. |

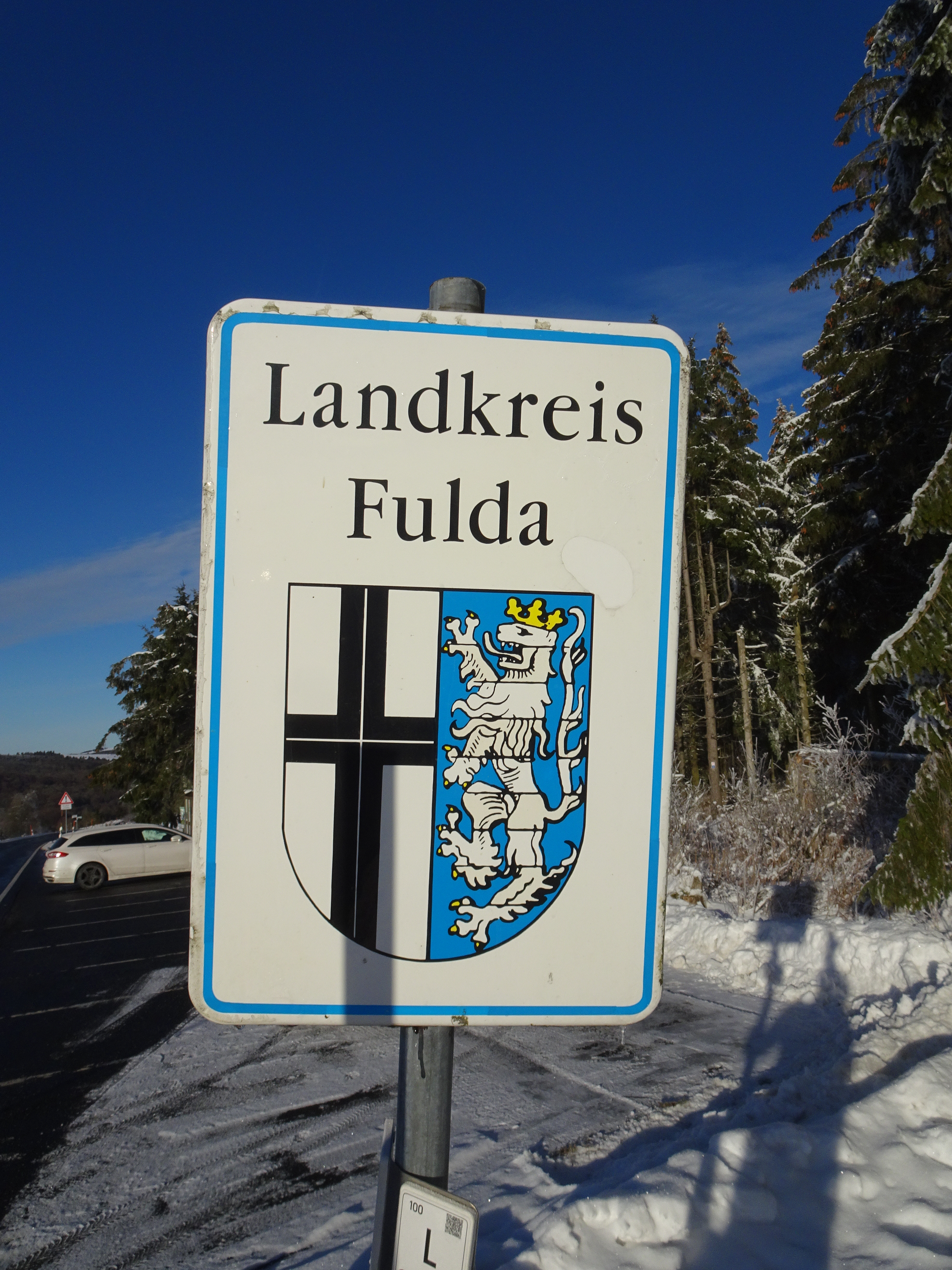
Straßenschild an der Grenze des Landkreises Fulda

Flaggenbeschreibung: „Die Flagge zeigt auf einer weißen, von zwei roten Seitenstreifen im Verhältnis 1:4:1 eingefassten Bahn, in der Liekhälfte das Wappen. Das Banner zeigt auf einer weißen, von zwei roten Seitenstreifen im Verhältnis 1:4:1 eingefassten Bahn, das Wappen mittig deutlich nach oben versetzt.“

### Patenschaften
1962 wurde die Patenschaft für die vertriebenen Sudetendeutschen aus dem Kreis Friedland übernommen; 1965 ebenso für die aus dem Kreis Leitmeritz.

## Wirtschaft und Verkehr

### Wirtschaft
Im Zukunftsatlas 2016 belegte der Landkreis Fulda Platz 89 von 402 Landkreisen, Kommunalverbänden und kreisfreien Städten in Deutschland und zählt damit (wirtschaftlich betrachtet) zu den Orten mit „hohen Zukunftschancen“. In der Ausgabe von 2019 lag er auf Platz 114 von 401.

### Verkehr
Der Bahnhof Fulda ist ein wichtiger Eisenbahnknotenpunkt und Halt auf der Schnellfahrstrecke Hannover–Würzburg. Durch das Kreisgebiet führen die Bahnstrecken Fulda–Frankfurt, Fulda–Bebra, Fulda–Gersfeld und Fulda–Gießen.
Die Bundesautobahn 7 (Kassel–Würzburg) und Bundesautobahn 66 (Frankfurt–Fulda) erschließen den Landkreis im Fernstraßenverkehr. Zum Netz der Bundesstraßen, Landesstraßen und Kreisstraßen zählen die Bundesstraßen B 27, B 84, B 254, B 279 und B 458.
Der Tunnel Weimarer Straße in Fulda ist Teil des Stadtrings Fulda und der Autobahntunnel Neuhof auf der Bundesautobahn 66 führen ebenfalls durch den Landkreis und sind von überregionaler Bedeutung.
Der öffentliche Personennahverkehr wird mit Bahnen und Bussen erbracht. Der Landkreis Fulda liegt im Tarifgebiet des Rhein-Main-Verkehrsverbunds.

## Gemeinden
(Einwohner am 31. Dezember 2024)
| Städte 1. Fulda, Stadt mit Sonderstatus (65.434) 2. Gersfeld (Rhön) (5.352) 3. Hünfeld (16.955) 4. Tann (Rhön) (4.492) Marktgemeinden 1. Burghaun (6.404) 2. Eiterfeld (6.940) 3. Hilders (4.733) | Weitere Gemeinden 1. Bad Salzschlirf (3.629) 2. Dipperz (3.643) 3. Ebersburg [Sitz: Schmalnau] (4.663) 4. Ehrenberg (Rhön) [Sitz: Wüstensachsen] (2.519) 5. Eichenzell (11.852) 6. Flieden (8.620) 7. Großenlüder (8.714) 8. Hofbieber (6.275) 9. Hosenfeld (4.560) 10. Kalbach [Sitz: Mittelkalbach] (6.477) 11. Künzell (16.903) 12. Neuhof (10.893) 13. Nüsttal [Sitz: Hofaschenbach] (2.850) 14. Petersberg (16.038) 15. Poppenhausen (Wasserkuppe) (2.768) 16. Rasdorf (1.569) |

## Ehemalige Gemeinden
Die folgende Liste enthält alle ehemaligen Gemeinden, die jemals dem Landkreis Fulda angehörten.
|  | Abtsroda Allmus Almendorf Altenfeld Altenhof Armenhof Batten Bernhards Besges Bimbach Blankenau Böckels Brand Brandlos Bronnzell Büchenberg Buchenrod Dalherda Danzwiesen Dassen Dietershan Dietershausen Dietges Dirlos Döllbach Dorfborn Dörmbach (Fulda) Dörmbach a.d. Milseburg Ebersberg Eckweisbach Edelzell Eichenau | Eichenried Ellers Elters Engelhelms Finkenhain Friesenhausen Gackenhof Gersrod Gichenbach Giesel Gläserzell Günthers Habel Haimbach Hainzell Harmerz Hattenhof Haunedorf Hauswurz Hettenhausen Höf und Haid Horas Hundsbach Istergiesel Johannesberg Jossa Kämmerzell Kauppen Kerzell Keulos Kippelbach Kleinlüder | Kleinsassen Kohlgrund Kohlhaus Lahrbach Langenbieber Lehnerz Liebhards Löschenrod Lüdermünd Lütter Lütterz Maberzell Magdlos Maiersbach Malkes Marbach Margretenhaun Melperts Melters Melzdorf Mittelkalbach Mittelrode Mosbach Müs Neuenberg Neuschwambach Neustadt Neuswarts Niederbieber Niederkalbach Niederrode Niesig | Oberbimbach Obernhausen Oberrode Opperz Pfaffenrod Pilgerzell Poppenrod Reinhards Rengersfeld Reulbach Rex Ried Rodenbach Rödergrund-Egelmes Rodges Rodholz Rommers Rommerz Rönshausen Rothemann Rückers Rupsroth Sandberg Schachen Schletzenhausen Schlitzenhausen Schmalnau Schweben Seiferts Sickels Simmershausen Steens | Steinau Steinhaus Steinwand Stellberg Stöckels Stork Thaiden Thalau Theobaldshof Tiefengruben Traisbach Uffhausen Unterbimbach Veitsteinbach Weidenau Welkers Wendershausen Weyhers Wickers Wiesen Wissels Wisselsrod Wittges Wolferts Wüstensachsen Zell Ziegel Zillbach Zirkenbach |

## Kfz-Kennzeichen
Am 1. Juli 1956 wurde dem Landkreis bei der Einführung der bis heute gültigen Kfz-Kennzeichen das Unterscheidungszeichen FD zugewiesen. Es wird durchgängig bis heute ausgegeben. Bis zur Eingliederung des Landkreises Hünfeld am 1. August 1972 wurde dort das Unterscheidungszeichen HÜN vergeben.